# Poolbillard-Jugendeuropameisterschaft 2011
Die Poolbillard-Jugendeuropameisterschaft 2011 war die 31. Austragung der von der European Pocket Billiard Federation veranstalteten Jugend-Kontinentalmeisterschaft im Poolbillard. Sie fand vom 30. Juli bis 6. August im Alvisse Parc Hotel in Luxemburg statt.
Ausgespielt wurden die Disziplinen 14/1 endlos, 8-Ball, 9-Ball und 10-Ball in den Kategorien Junioren, Schüler und Juniorinnen. Bei den Junioren sowie bei den Schülern wurden zudem Mannschafts-Europameister ermittelt.

## Medaillengewinner
| Disziplin              | Gold                    | Silber             | Bronze                  |
| ---------------------- | ----------------------- | ------------------ | ----------------------- |
| Junioren – 14/1 endlos | Bence Varga             | Marc Bijsterbosch  | Lars Kuckherm           |
| Junioren – 14/1 endlos | Bence Varga             | Marc Bijsterbosch  | Ivar Saris              |
| Junioren – 10-Ball     | Jim Chawki              | Alain Da Costa     | Bence Varga             |
| Junioren – 10-Ball     | Jim Chawki              | Alain Da Costa     | Mihkel Rehepapp         |
| Junioren – 8-Ball      | Lars Kuckherm           | Wojciech Szewczyk  | Mario He                |
| Junioren – 8-Ball      | Lars Kuckherm           | Wojciech Szewczyk  | Marc Bijsterbosch       |
| Junioren – 9-Ball      | Wojciech Szewczyk       | Lars Kuckherm      | Jakub Koniar            |
| Junioren – 9-Ball      | Wojciech Szewczyk       | Lars Kuckherm      | Marek Kudlik            |
| Junioren – Mannschaft  | Polen                   | Ungarn             | Niederlande             |
| Junioren – Mannschaft  | Polen                   | Ungarn             | Deutschland             |
| Schüler – 14/1 endlos  | Dawid Maslow            | Witali Pawluchin   | Tobias Bongers          |
| Schüler – 14/1 endlos  | Dawid Maslow            | Witali Pawluchin   | Tian Zhang              |
| Schüler – 10-Ball      | Witali Pawluchin        | Tian Zhang         | Nino Andreuzzi          |
| Schüler – 10-Ball      | Witali Pawluchin        | Tian Zhang         | Andrei Seroschtan       |
| Schüler – 8-Ball       | Witali Pawluchin        | Joshua Filler      | Tobias Bongers          |
| Schüler – 8-Ball       | Witali Pawluchin        | Joshua Filler      | Mikołaj Ząbecki         |
| Schüler – 9-Ball       | Dawid Maslow            | Joshua Filler      | Mikael Øgaard           |
| Schüler – 9-Ball       | Dawid Maslow            | Joshua Filler      | Nino Andreuzzi          |
| Schüler – Mannschaft   | Deutschland             | Russland           | Finnland                |
| Schüler – Mannschaft   | Deutschland             | Russland           | Polen                   |
| Juniorinnen – 10-Ball  | Darja Sirotina          | Natalja Seroschtan | Oliwia Czupryńska       |
| Juniorinnen – 10-Ball  | Darja Sirotina          | Natalja Seroschtan | Kamila Khodjaeva        |
| Juniorinnen – 8-Ball   | Natalja Seroschtan      | Darja Sirotina     | Ana Gradišnik           |
| Juniorinnen – 8-Ball   | Natalja Seroschtan      | Darja Sirotina     | Anastassija Netschajewa |
| Juniorinnen – 9-Ball   | Anastassija Netschajewa | Ana Gradišnik      | Oliwia Czupryńska       |
| Juniorinnen – 9-Ball   | Anastassija Netschajewa | Ana Gradišnik      | Natalja Seroschtan      |